# Daniel Barcellos
Daniel Barcelos Jaimovich (São Paulo, 21 de julho de 1960), mais conhecido como Daniel Barcellos, é um ator brasileiro, filho de Jaime Barcelos e Sônia Greis, ambos atores brasileiros.

## Biografia
Daniel Barcelos Jaimovich nasceu em 21 de julho de 1960, na cidade de São Paulo. É filho dos atores Jaime Barcelos e Sônia Greis, antiga vedete e garota propaganda da TV Paulista.
Iniciou sua carreira artística em 1968, no espetáculo O Céu É Verde, Não Fica Lindo Contra a Folhagem do Azul das Árvores?, sob direção de José Renato.  Retornaria aos palco em A Alma Boa de Setsuan de Bertolt Brecht, em 1980, profissionalizando-se. Após, participou de grandes sucessos teatrais como Blue Jeans, Trair e Coçar é Só Começar e Violetas na Janela e Adeus  Fadas  E Bruxas, pelo qual recebeu o Prêmio Mambembe.
Em televisão iniciou em  Marquesa de Santos, de 1984, pela TV Manchete, tendo trabalhado posteriormente na TV Globo, TV Record e outras. Ainda na TV Manchete destacara-se na minissérie Mãe de Santo, de 1990, ao protagonizar um dos primeiros beijos gay na televisão brasileira.

## Carreira

### Trabalhos na TV
| Ano       | Cargo                                | Personagem           | Nota                                    |
| --------- | ------------------------------------ | -------------------- | --------------------------------------- |
| 2025      | Êta Mundo Melhor!                    | Joalheiro            | Episódio: "1 de julho"                  |
| 2023      | Impuros                              | Governador           |                                         |
| 2019      | Órfãos da Terra                      | Rabino Goldman       | Episódios: "31 de agosto-2 de setembro" |
| 2019      | Verão 90                             | Celso                | Episódio: "19 de julho"                 |
| 2018      | O Outro Lado do Paraíso              | Juiz de paz          | Participação Especial                   |
| 2016      | Êta Mundo Bom                        | Dias                 | Episódio: "19 de julho"                 |
| 2015      | Aí Eu Vi Vantagem                    | Dr. Cézar            | Episódio: "Mamãe Não Pode Morrer"       |
| 2013      | Detetives do Prédio Azul             | Gênio                | Episódio: "A Lamparina"                 |
| 2013      | Adorável Psicose                     | Doutor               | Episódio: "A Nova Natalia"              |
| 2013      | Adorável Psicose                     | Doutor               | Episódio: "A Maldição"                  |
| 2013      | Adorável Psicose                     | Juiz                 | Episódio: "O Dr. Bolsinhas"             |
| 2012      | Preamar                              | Sócio                | Episódio: "O Mergulho"                  |
| 2009      | A Lei e o Crime                      | Vereador Cunha       |                                         |
| 2008-2014 | Zorra Total                          | Vários personagens   |                                         |
| 2008      | A Favorita                           | Roberval Diniz       |                                         |
| 2008      | Chamas da Vida                       | Igor Rezende         |                                         |
| 2007      | Paixões Proibidas                    | Tarquínio            |                                         |
| 2006      | Alma Gêmea                           | Dr. Ermelino Alvarim |                                         |
| 2004      | Os Aspones                           | Cubano               | Episódio: "Paranóias de Escritório"     |
| 2004      | Chocolate com Pimenta                | Joalheiro            |                                         |
| 1994      | Incrível, Fantástico, Extraordinário | Abel                 | Episódio: "A Casa da Clareira"          |
| 1990      | Mãe de Santo                         | Rafael               | Episódio: "Ossãe"                       |
| 1986      | Memórias de um Gigolô                | Nicanor              |                                         |
| 1985      | Antônio Maria                        | Jorgito              |                                         |
| 1985      | O Tempo e o Vento                    | Sacristão            |                                         |
| 1984      | Santa Marta Fabril S.A.              |                      |                                         |
| 1984      | Rabo de Saia                         | Bailif               |                                         |
| 1984      | Marquesa de Santos                   | Lacombe              |                                         |

### No cinema
| Ano  | Título       | Personagem    |
| ---- | ------------ | ------------- |
| 2019 | Kardec       | Gerente Jules |
| 2010 | Chico Xavier | João Leonardo |

## Teatro
- 1968 - O Céu É Verde, Não Fica Lindo Contra a Folhagem do Azul das Árvores?[1]
- 1980 - A Alma Boa de Setsuan [1]
- 1997 até 2008 - Violetas na Janela
- 2022 - Quem Mandou Você Aqui?[6]

## Premiação
Prêmio Mambembe (INACEN/MEC) 1982 por Adeus Fadas e Bruxas